# Lutine (schip, 1779)

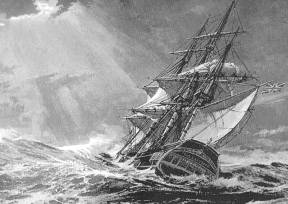
De Lutine

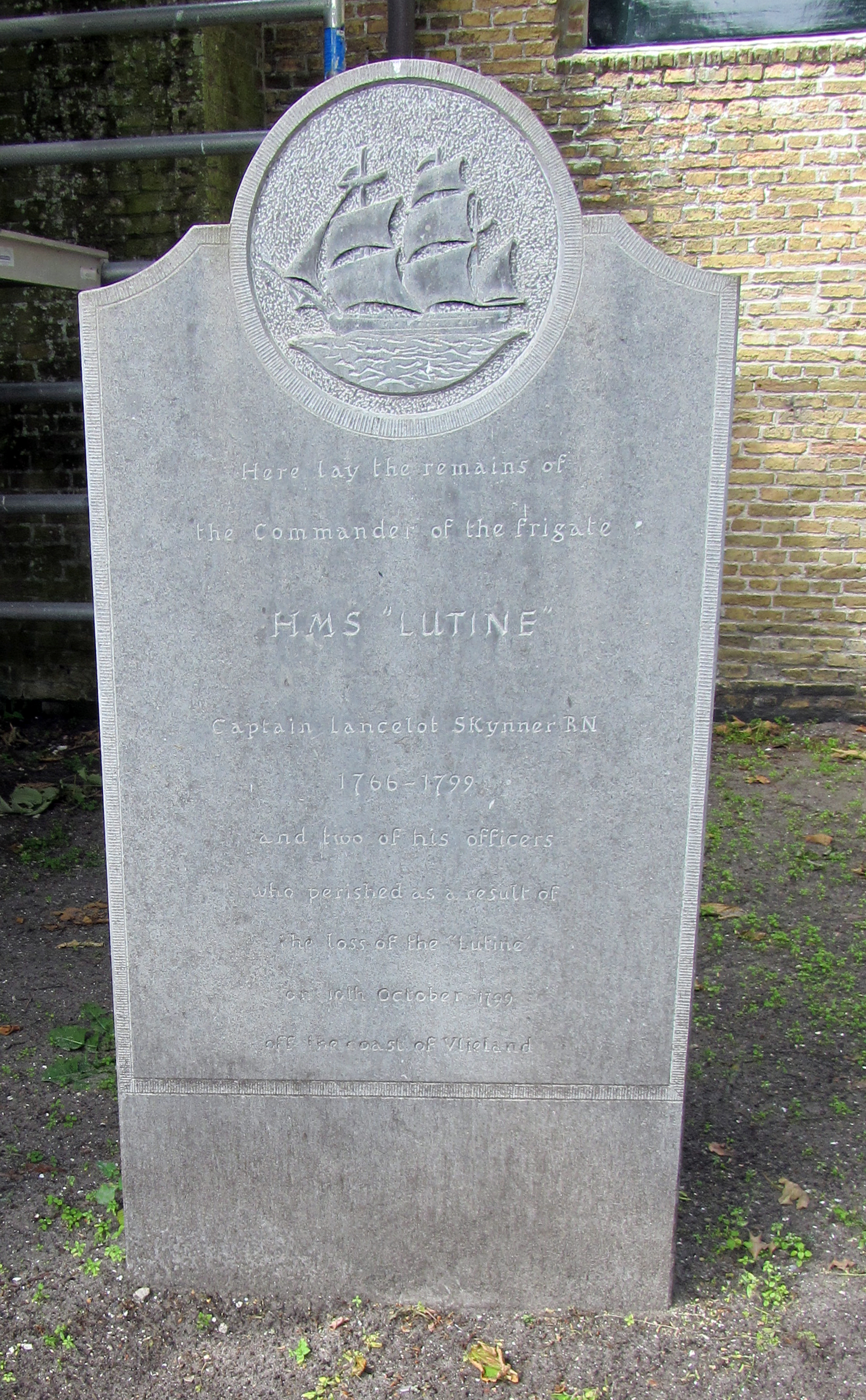
Graf van Lancelot Skynner en twee officieren op Vlieland

De Lutine was een fregat met 38 kanonnen, waaronder 26 12-ponders, gebouwd in 1779 te Toulon. Op 9 oktober 1799 verging het nabij Terschelling met een grote lading goud, zilver, Spaanse matten en dubloenen, die slechts gedeeltelijk is teruggevonden. De lading was verzekerd bij o.a. Lloyd's of London, dat de schade uitbetaalde. Waardoor het schip ten onder ging is met veel vraagtekens omgeven.

## Levensloop
De Lutine werd op 11 september 1779 te water gelaten en behoorde tot een groep van twaalf fregatten in de Magicienneklasse die in opdracht van de Franse Marine werden gebouwd. Tijdens de Franse Revolutie vond het Beleg van Toulon plaats en nadat de koningsgezinden hier op 18 december 1793 verslagen waren vreesden zij dat hun zestien schepen in handen van de revolutionairen zouden vallen. Op 18 december 1793 droegen zij deze schepen, waaronder de Lutine, over aan de Britse viceadmiraal Lord Hood. Onder Engelse vlag werd de naam gewijzigd in H.M.S. Lutine. In Engelse dienst blokkeerde de Lutine jarenlang op de Noordzee de toegang tot Amsterdam.

### Ondergang bij 't Vlie
Eind 1799 dreigde een economische ramp in Hamburg. De beurs was ingestort en een aantal handelshuizen dreigden failliet te gaan en de economie van Europa in hun val mee te nemen. Om deze reden werd vanuit Engeland door twaalf handelshuizen geld naar de stad gestuurd om hun belangen veilig te stellen. Het bedrag was dusdanig groot dat men bij de Royal Navy aanklopte om het transport te verzorgen. De marine stelde de Lutine ter beschikking en als kapitein werd de ervaren Lancelott Skynner aangesteld, die voor een hoge gage de overtocht zou verzorgen.
In het jaar 1799 vervoerde de Lutine een grote lading goud en zilver ter waarde van bijna een miljoen pond vanuit Engeland naar Hamburg. Als begeleiding van de lading reisde een aantal notabelen mee. In de nacht van 9 op 10 oktober ging het mis in een storm ten noorden van Vlieland en Terschelling. Het schip voer te dicht op de kust en sloeg alarm door zijn kanonnen te laten bulderen. Er kwam een reddingsactie op gang vanaf de eilanden en door het nabij voor anker gelegen Britse oorlogsschip Arrow. De redders moesten echter wachten tot de storm was gaan liggen. De Lutine zonk en slechts een van de 270 opvarenden overleefde de ramp, hij werd door een Vlielandse loodsboot uit het water gered. Intussen was ook de jacht op de schatten al in volle gang aangezien er van alles aan goud en munten werd gevonden en het voor de eilandbewoners duidelijk was dat dit geen gewoon schip was.
Wie deze overlevende was, is niet duidelijk. De krant Bell's Weekly Messenger meldde op 20 oktober 1799 dat het de notaris J. Schabracq uit Londen was. Meer waarschijnlijk echter was deze overlevende de matroos John Rogers, die op de monsterrol staat van de Lutine van augustus 1799. Maar de naam John Rogers komt ook voor op de monsterrol van het schip Isis van december 1799, en daar met de vermelding dat hij eerder dienst zou hebben gedaan op de Lutine. Als de overlevende inderdaad de matroos John Rogers was, dan is deze na verloop van tijd naar Ierland vertrokken.
Velen van de opvarenden werden begraven "in een kuil achter de Brandaris. Dit is mogelijk het huidige Doodemanskisten. De kapitein, Lancelot Skynner, en twee officieren spoelden aan op Vlieland en werden op de begraafplaats naast de Nicolaaskerk van Oost-Vlieland begraven. Een van de kooplieden spoelde aan op Sylt en werd op het kerkhof van Westerland begraven.

## Verzekering
De Lutine had een kostbare lading en de kapitein die het schip naar zijn bestemming zou leiden was niet de eerste de beste. Waardoor het mis is gegaan is dan ook een vraagstuk. De avond voordat het schip uitvoer werd er uitbundig gefeest en vervolgens vertrok het schip 's ochtends vroeg, eerder dan de bedoeling was, in het donker. Een matroos miste daardoor de afvaart.
Toen men bij Lloyd's hoorde van de ramp met haar enige overlevende werd gevraagd of deze persoon zo snel mogelijk naar Londen gehaald kon worden om te getuigen. De marine maakte de naam van de overlevende niet bekend en maakte ook geen haast met het vervoer van deze persoon naar Londen. Enkele verzekeraars weigerden in eerste instantie te betalen aangezien zij vonden dat de kapitein roekeloos had gehandeld door zo dicht op de kust te varen. Als de kapitein verwijtbaar had gehandeld dan zou de marine inderdaad aansprakelijk zijn. Er werden door diverse bronnen beschuldigingen geuit dat de waarheid achtergehouden werd, omdat men vreesde dat er koppen zouden rollen als die waarheid bekend zou worden. Pas na uitbetaling door o.a. Lloyd's kwam de enige overlevende in Engeland aan land en deze werd waarschijnlijk nooit verhoord. Waarom de kapitein zo dicht op de kust voer is daardoor nooit duidelijk geworden.

## Berging
Direct na de ramp werden er pogingen ondernomen de kostbare lading te bergen. Eind november klaagde drost Robbé van Vlieland dat er "dagelijks vaartuigen boven het wrak liggen", waarbij hij in het bijzonder vissersboten uit Urk noemde. De Hollandse Commissie voor Domeinen verklaarde het schip daarom tot oorlogsbuit. Doordat Robbé nu het alleenrecht had, kon hij in rust proberen het schip te bergen. Daarbij maakte hij alsnog gebruik van Terschellinger en Urker vissers. In 1800 kwam de eerste serieuze berging op gang, waarbij touwwerk, een kanon en kogels worden geborgen. Later in hetzelfde jaar werden in totaal dertien staven goud, vijftien staven zilver, 29.248 Spaanse matten en een kistje met munten geborgen. Het jaar erop kwamen nog eens 45 gouden staven, 20 zilveren staven, 12.262 Spaanse matten en 179 gouden dubloenen boven water. De gezamenlijke waarde bedroeg 572.582 gulden. In de winter van 1803 raakte het wrak door zand bedolven en het duurde tot 1814 voordat men weer bij het wrak kon komen. Het lag op vijftien meter diepte, men wist zeventien munten te bergen. Wederom verdween de Lutine onder het zand. Van 1857 tot 1860 werden er door Egmondse duikers nog 41 gouden staven, 64 zilveren staven en 15.350 gouden en zilveren munten aan wal gebracht. De totale waarde hiervan wordt op 529.487 gulden geraamd.

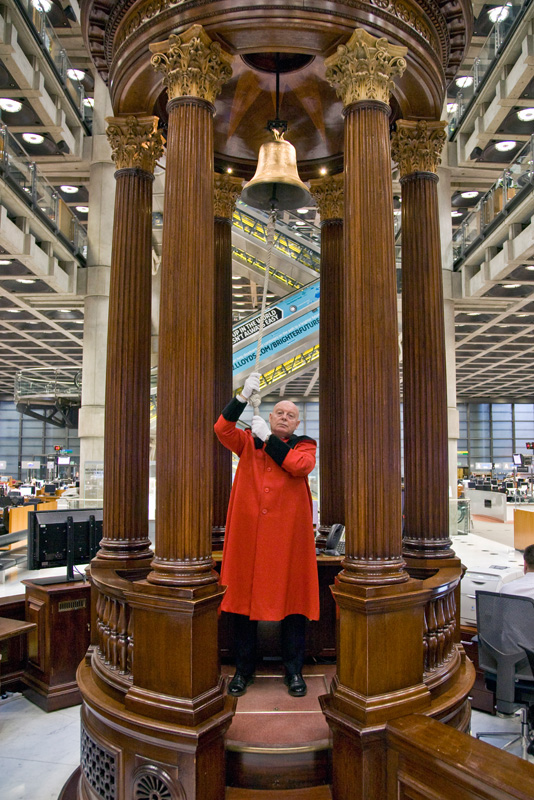
De scheepsbel van de Lutine

### De scheepsbel
In 1858 werd de scheepsbel geborgen. Hij woog 53 kilo en had een doorsnede van 44 cm. De inscriptie op de bel is ST. JEAN - 1779. Aangezien de luidklok nu eigendom van Lloyd's was, werd hij opgehangen in de grote hal van de toenmalige vestiging en later in de drie opvolgende Lloyd's-gebouwen. De bel van de Lutine werd tot circa 1980 gebruikt om nieuws aan te kondigen. Hij werd eenmaal geluid bij slecht nieuws, en tweemaal bij goed nieuws. Thans is de bel gescheurd en wordt hij nog sporadisch ceremonieel gebruikt.

### Het roer
Samen met de scheepsbel werd ook het roer geborgen. Dit werd naar Lloyd's vervoerd en gebruikt om een bureau en een stoel van te maken. Deze worden nog steeds bij Lloyd's bewaard en bij speciale gelegenheden gebruikt. Op de tafel is een plaquette van zilver aangebracht met de tekst:
H.B.M. Ship La Lutine.
32 Gun Frigate
Commanded by Captain Lancelot Skynner, R.N.
Sailed from Yarmouth Roads
On the morning of the 9th October, 1799 with a large
amount of specie on board,
And was wrecked off the Island of Vlieland the same night,
When all on board were lost except one man.
De stoel heeft een vergelijkbare inscriptie.
Minder bekend is dat er naast tafel en stoel ook twee inktstellen zijn vervaardigd uit het hout van het roer. Deze zijn voorzien van het wapenschild van Lloyd's en een zilveren plaquette met de tekst:
THIS INKSTAND
is made of the
RUDDER of LUTINE
Frigate wrecked off the island
of Vlieland Oct. 9. 1799.
The Rudder was recovered in 1859

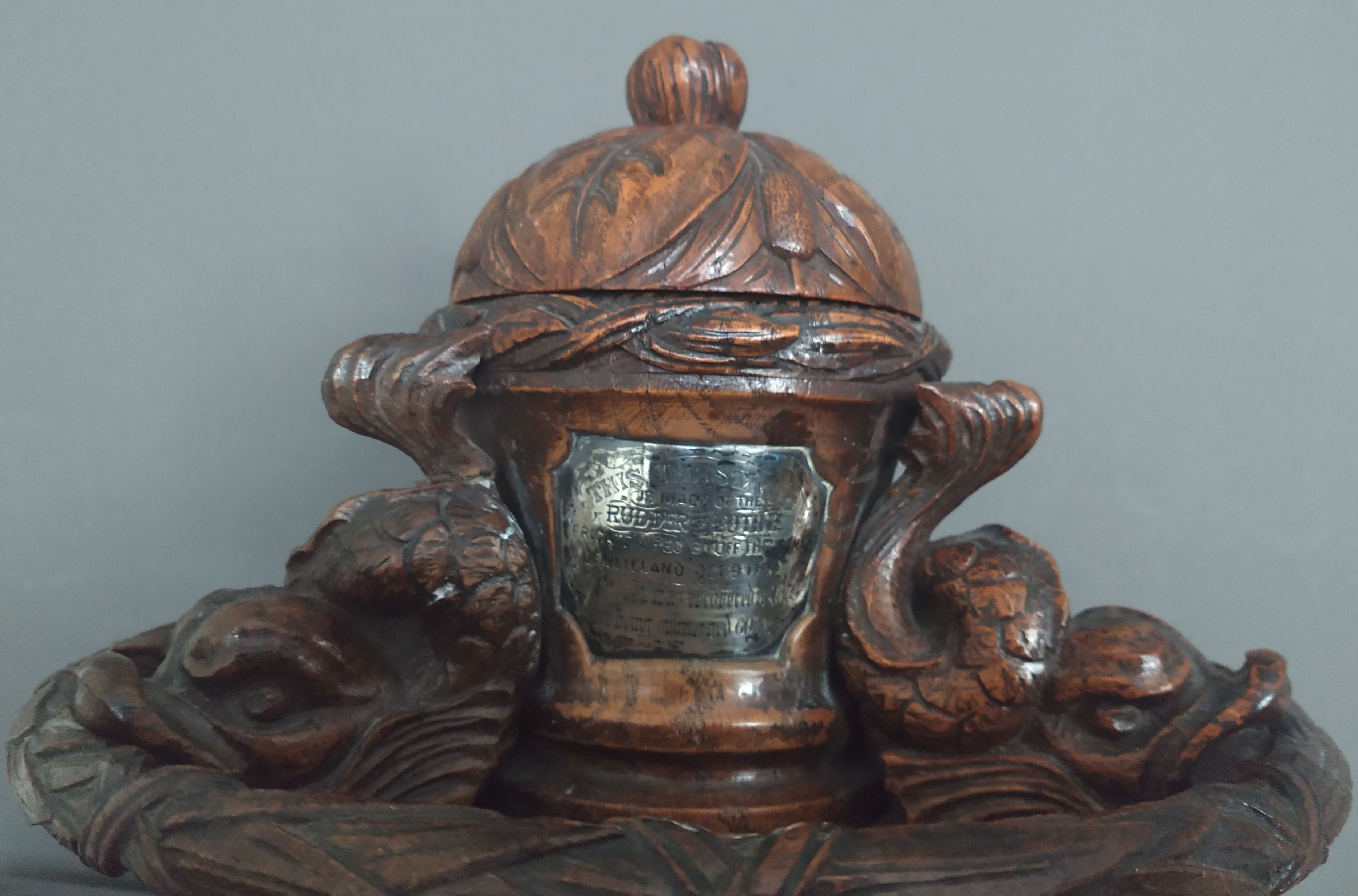
Inktstel gemaakt van roer van de Lutine met zilveren plaquette

after being submerged 60 years
In 1898 werd nog een groot stuk hout bovengehaald. Dit werd aan de Liverpool Underwriters' Association geschonken, wier voorzitter er een stoel van liet maken. Waar deze stoel nu is, is onbekend.

## Landmerk
In 1876 werden landmerken in de vorm van stenen zerken op de eilanden geplaatst om de juiste positie van de Lutine vast te leggen. De steen op Terschelling kreeg de inscriptie Lutine Brandaris en die van Vlieland Lutine Veldkaap.

## Nieuwe bergingen
Van 1886 tot 1892 werd met twee schelpenzuigers, de Friesland van de Friese Stoomschelpvisserij uit Makkum en De Tijd van Reder Dros van Texel, het zand rond de Lutine weggezogen en het wrak blootgelegd. In 1886 werden 3573 gouden en zilveren munten geborgen. De gezamenlijke waarde bedroeg 8232 gulden. Ook zilveren en gouden voorwerpen, kanonskogels en kanonnen werden geborgen. Twee kanonnen werden naar Engeland gebracht en twee naar Makkum. Deze twee werden in 1910 bij Kasteel Amerongen geplaatst. In 1887 en 1888 werd nog voor respectievelijk 2174 en 720 gulden aan munten en voorwerpen geborgen.
Van 1894 tot 1911 zochten de Engelsen naarstig naar meer goud. Bij een paar expedities werden er enkele kogels, nagels, menselijke beenderen en munten geborgen. In 1911 werden ook beide 3900 kg zware boegankers geborgen alsook vijftien kanonnen. De totale opbrengst hiervan bedroeg 1762,90 gulden. Er werden echter geen staven meer gevonden. Ook een expeditie met de Stortemelk van Rederij Doeksen in 1924–1925 leverde niets op. Van 1928 tot 1933 probeerde Rederij Doeksen samen met Reder Dros wederom naar het wrak te graven. Toen werden slechts enkele Spaanse matten en 1 gouden munt geborgen.
In 1934 werd een toren van 21 meter hoog boven het wrak geplaatst, het water en zand eruit weggezogen, waarna een gebied van 112 m² kon worden afgezocht. Er werden wrakstukken van eikenhout en een kanon geborgen.
Op 9 juni 1938 werd de zeebodem door de Karimata zorgvuldig afgebaggerd, met slechts een goudstaaf van 3,5 kg als resultaat, alsmede vijf kanonnen, waarmee kwam vast te staan dat er van de kostbare lading niet veel meer over was. De hele operatie kostte 442.554 gulden, maar de opbrengst was slechts 12.038 gulden.
Na de Tweede Wereldoorlog werd er door Kelly Tarlton alsook de tandarts Ane Duijf uit Harlingen nog een enkele poging gewaagd om nog iets te vinden, maar zonder resultaat.

## Lloyd's act
Twee gedeelten uit de Lloyd's Act van 1871.
1. Een korte geschiedenis van het verlies en de bergingspogingen van de Lutine wordt beschreven in de inleiding van hoofdstuk 21 van de Lloyd's Act, 1871.
2. Het eigendom van het resterende, niet geborgen goud wordt gelijk verdeeld in twee helften tussen de bergers en de Vereniging van Lloyd's. Het eigendom van Lloyd wordt geregeld overeenkomstig de bepalingen van de Lloyd's Act, 1871, p. 35.

– And whereas in or about the year 1799 a vessel of war of the Royal Navy, named the Lutine, was wrecked on the coast of Holland with a considerable amount of specie on board, insured by underwriters at Lloyd's, being members of the Society, and others, and Holland being then at war with this country the vessel and cargo were captured, and some years afterwards the King of the Netherlands authorized certain undertakers to attempt the further salvage of the cargo on the conditions (among others) that they should pay all expenses, and that one half of all that should be recovered should belong to them, and that the other half should go to the Government of the Netherlands, and subsequently the King of the Netherlands ceded to King George the Fourth on behalf of the Society of Lloyd's, the share in the cargo which had been so reserved to the Government of the Netherlands: And whereas from time to time operations of salving from the wreck of the Lutine have been carried on, and a portion of the sum recovered, amounting to about twenty-five thousand pounds, is by virtue of the cession aforesaid in the custody or under the control of the Committee for managing the affairs of Lloyd's: [...] And whereas it is expedient that the operations of salving from the wreck of the Lutine be continued, and that provision be made for the application in that behalf, as far as may be requisite, of money that may hereafter be received from those operations, and for the application to public or other purposes of the aforesaid sum of twenty-five thousand pounds, and of the unclaimed residue of money to be hereafter received as aforesaid [...]

– The Society may from time to time do or join in doing all such lawful things as they think expedient with a view to further salving from the wreck of the Lutine, and hold, receive, and apply for that purpose so much of the money to be received by means of salving therefrom as they from time to time think fit, and the nett money produced thereby, and the said sum of twenty-five thousand pounds, shall be applied for purposes connected with shipping or marine insurance, according to a scheme to be prepared by the Society, and confirmed by Order of Her Majesty in Council, on the recommendation of the Board of Trade, after or subject to such public notice to claimants of any part of the money aforesaid to come in, and such investigation of claims, and any such barring of claims not made or not proved, and such reservation of rights (if any), as the Board of Trade think fit.

## Varia

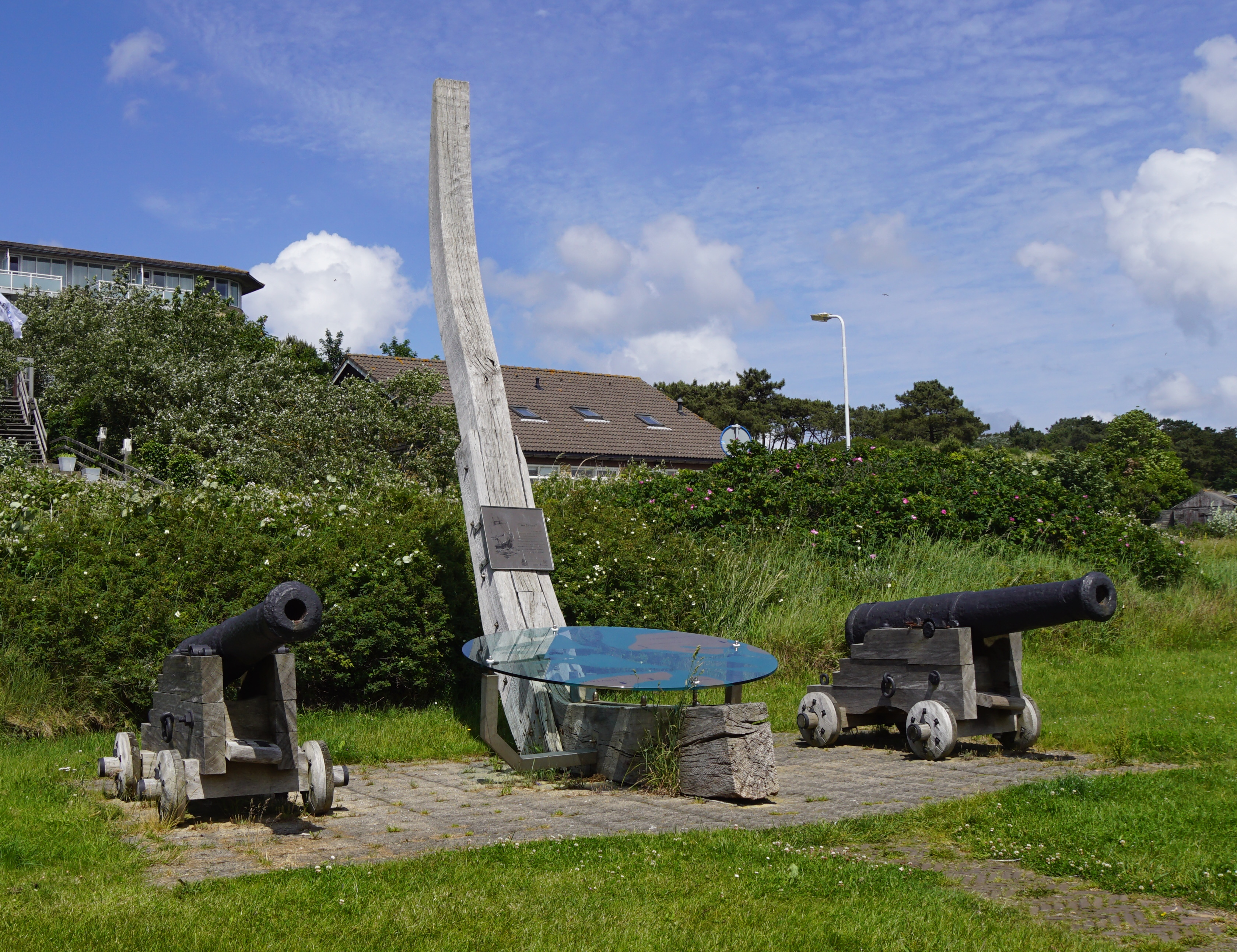
In 2005 werd in West-Terschelling het monument 'The Lutine' geplaatst

- De Leeuwarder Courant maakte pas melding van de scheepsramp op 13 november 1799.
- De op Vlieland opgegroeide zangeres Liesbeth List zong een lied over een schip met een kostbare lading dat verging. Uit de tekst van het lied bleek niet over welk schip het ging, maar de titel luidde: Het lied van de Lutine.
- Harry Scholten ontleende de titel van Voor wie de Lutinebel luidt (Baarn, De Prom, 1982), een bloemlezing van verhalen over de crisisjaren, aan de geborgen scheepsbel.
- Bij de ingang van het Museum 't Behouden Huys op Terschelling staat een van de kanonnen van de Lutine.
- Ter gelegenheid van het 200e herdenkingsjaar werd een collectie van 4 dubloenen uitgegeven, die in 1999 op zowel Terschelling als Vlieland als betaalmiddel geaccepteerd werden. Tevens werden er arrangementen georganiseerd en informatief materiaal over de Lutine geproduceerd.
- In 2015 speelde muziektheatergezelschap Orkater een voorstelling genaamd Lutine op het Oerol Festival.[16][17]